# Ernő Dániel

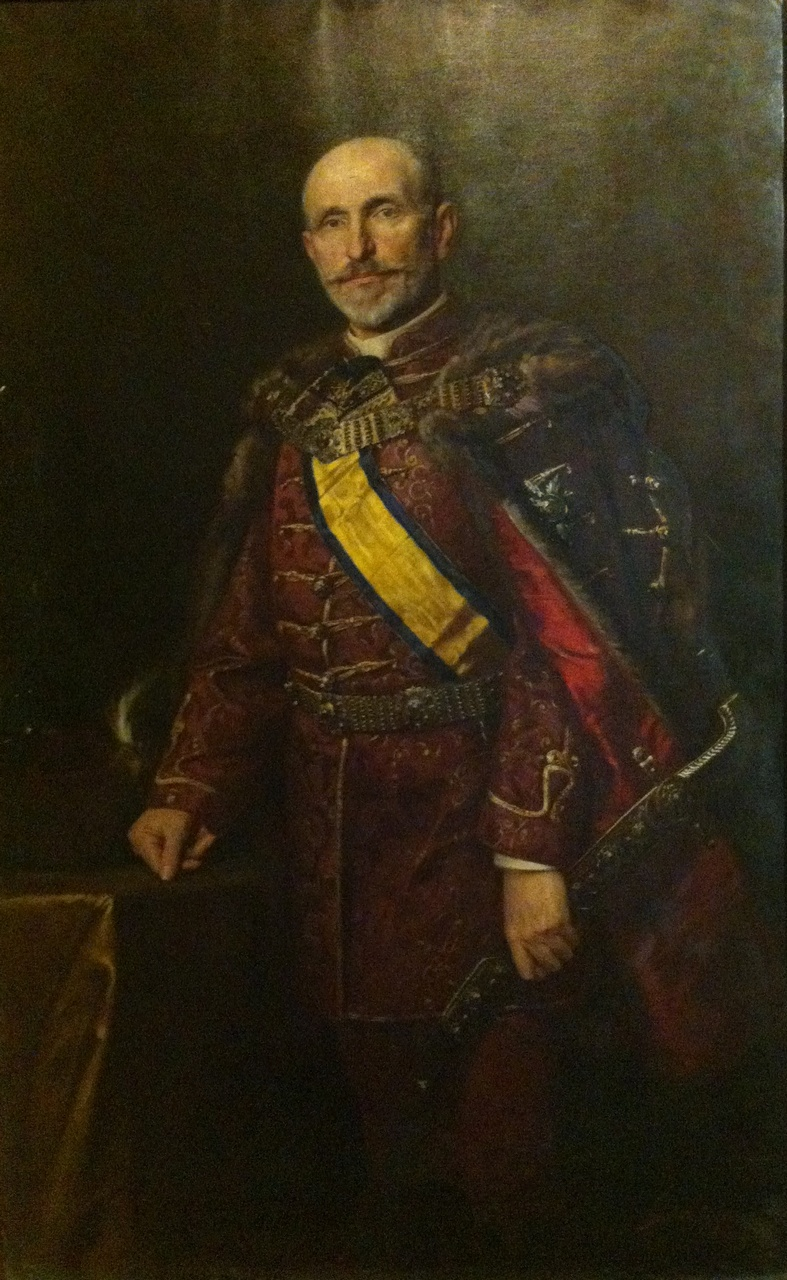
Ernő Dániel

Baron Ernő Dániel de Szamosújvár-Németi (Elemér, 3 mei 1843 - Balatonfüred, 24 juli 1923) was een Hongaars ambtenaar, advocaat en politicus. 

## Biografie
Hij stamde uit de familie Dániel de Szamosújvár-Németi, die gesticht was door Armeense kooplieden die zich in Zevenburgen hadden gevestigd. Bovendien was hij een kleinzoon van Ernő Kiss, een van de Martelaren van Arad. Hij volgde secundair onderwijs in Temesvár en studeerde vervolgens rechten aan de Universiteit van Pest. In 1865 ging Dániel werken voor het bestuur van het comitaat Torontál, in 1867 werd hij rechter op comitaatsniveau en in 1868 griffier. In 1870 werd hij voor de Deák-partij verkozen in de Hongaarse landdag, als vertegenwoordiger van Bégaszentgyörgy, en opnieuw in 1872. In 1878 werd hij voor de Liberale Partij verkozen als vertegenwoordiger van Nagybecskerek.
In 1879 onderscheidde Dániel zich bij het treffen van maatregelen na de overstroming van de stad Szeged en andere delen van Zuid-Hongarije. Hij ontpopte zich tot een financiël expert van zijn partij, gespecialiseerd in saneringen en spoorwegaangelegenheden. Tot 1895 was hij voorzitter van twee banken. In 1895 werd Dániel minister van Handel in de regering-Bánffy, een functie die hij uitoefende tot 1899. In die hoedanigheid voltooide hij de aanleg van de IJzeren Poort en speelde hij een belangrijke rol bij de organisatie van de vieringen van Hongarije's duizendjarige bestaan.
In 1896 werd hij benoemd tot baron en van 1906 tot 1910 zetelde hij in het Magnatenhuis, het hogerhuis van de Rijksdag. Nadien werd hij opnieuw verkozen tot lid van het Huis van Afgevaardigden voor de Nationale Arbeidspartij, de opvolger van de Liberale Partij.